# Быстрица (Гродненская область)
Быстрица (бел. Быстрыца) — деревня в Ворнянском сельсовете Островецкого района Гродненской области Белоруссии. 

## География
Деревня расположена в 20 км к северо-западу от города Островец на реке Вилия. Ближайшая ж/д станция Гудогай находится в 23 км от деревни (линия Минск — Вильнюс). В 8 км к западу от деревни проходит граница с Литвой, Быстрица находится в приграничной зоне Республики Беларусь. Деревня окружена лесами. Местная дорога длиной 8 км соединяет деревню с шоссе Р45

## История

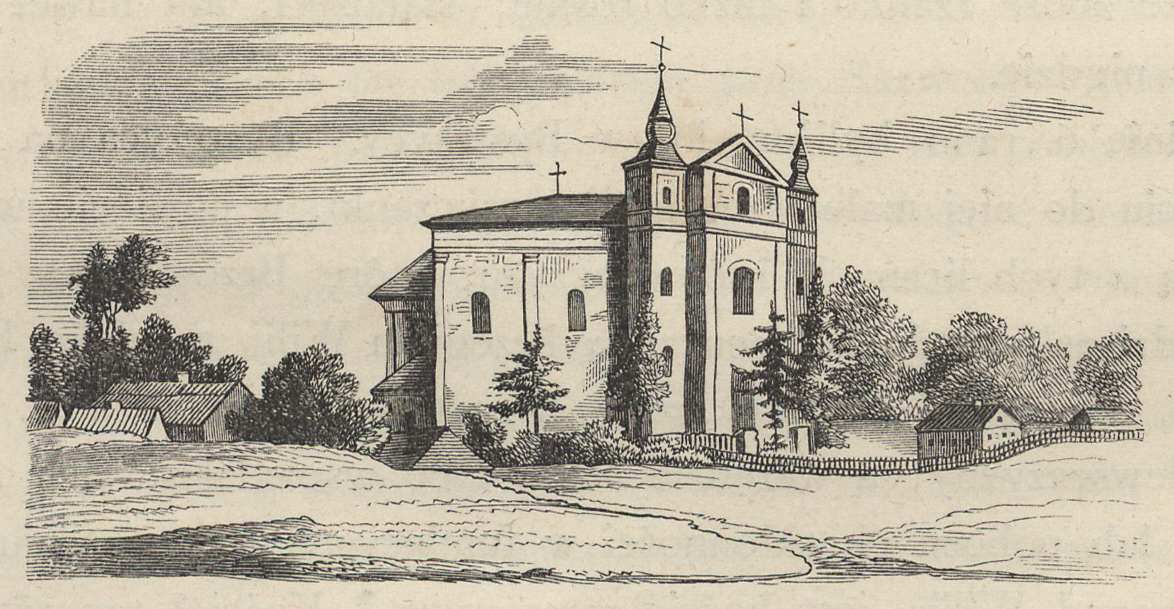
Католическая церковь Воздвижения на фотографии 1871 года

Впервые Быстрица упоминается в 1390 году, когда великий князь Ягайло основал здесь католический храм Воздвижения. Постоянный католический приход здесь был образован в 1526 году, в 1530 году на средства великого князя Сигизмунда I был выстроен каменный костёл. В конце XIV — начале XVI века в Быстрице действовал августинский монастырь.
Согласно административно-территориальной реформе середины XVI века Быстрица вошла в состав Виленского повета Виленского воеводства
В XVII—XVIII веках — имение Бжостовских. Состоянием на 1612 год в местечке было 56 дворов. В 1760 годах существующий каменный костёл был радикально перестроен в стиле барокко.
В результате третьего раздела Речи Посполитой (1795) Быстрица оказалась в составе Российской империи, в Виленском уезде Виленской губернии. В XIX веке в селе было открыто народное училище.

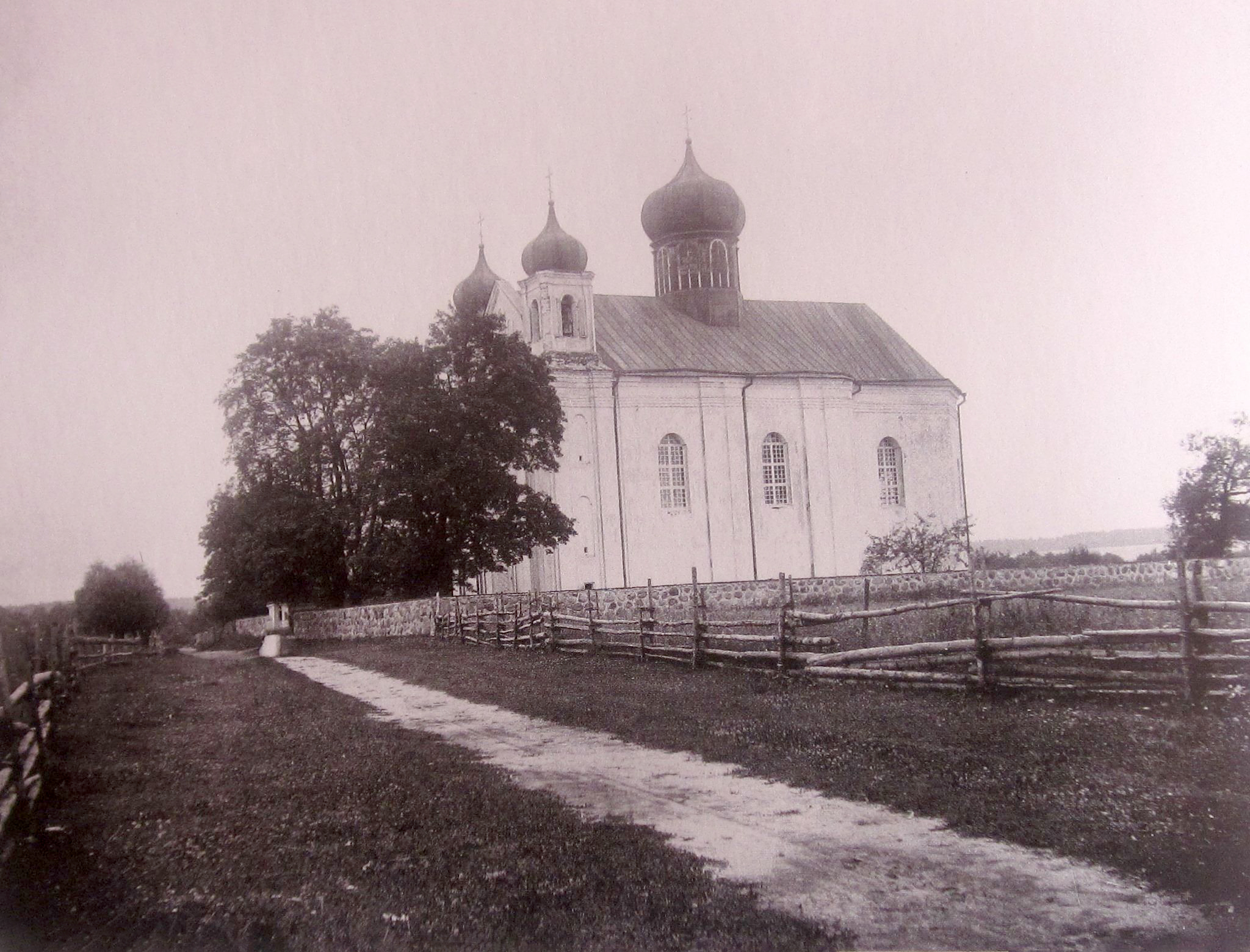
Фото храма начала XX века. На фото видны луковичные главы, приделанные храму после его превращения в православную церковь

После подавления восстания 1863 года большое число католических храмов на территории современной Белоруссии были переданы православным. Эта участь постигла и храм в Быстрице, в 1863 году он был переоборудован под православную церковь, в частности, ему были приделаны луковичные главы.
С 1920 года Быстрица в составе Срединной Литвы, с 1922 года — в составе межвоенной Польской Республики. Воздвиженский храм был возвращен католикам, в ходе реконструкции 1926 года ему был возвращён изначальный архитектурный облик. В 1939 году вошла в состав БССР. В ходе Великой Отечественной войны деревня находилась под фашистской оккупацией с июня 1941 по июль 1944 года. В 1971 году здесь было 295 жителей и 91 двор; в 1990—251 житель и 86 дворов. В 2009 году — 174 жителя.

## Население
Население 174 человека (2009).

## Достопримечательности
- Католическая церковь Воздвижения, 1760 год.
- Деревянная водяная мельница, начало XX вв.
- Памятник евреям — жертвам Холокоста